# Lillie Leatherwood
Lillie Leatherwood, född den 6 juli 1964, är en amerikansk före detta friidrottare som tävlade i kortdistanslöpning främst på 400 meter. 
Leatherwood var i final på 400 meter vid Olympiska sommarspelen 1984 där hon slutade på femte plats. Hon blev silvermedaljör vid inomhus-VM 1987.
Hennes främsta meriter har kommit som del av amerikanska stafettlag på 4 x 400 meter. Vid OS 1984 ingick hon i laget som vann guld. Hon sprang även i försöken i det stafettlag som blev silvermedaljörer vid Olympiska sommarspelen 1988. Vidare har hon ett VM-silver från 1991 och ett VM-brons från 1987.

## Personliga rekord
- 400 meter - 49,66 från 1991